# Хоунийоки
Хоунийоки (фин. Hounijoki) — река, начинающаяся в Финляндии, но основная её часть протекает по территории России в Ленинградской области. Тогда как по одним данным река впадает непосредственно в Финский залив, по другим впадает в Бусловское озеро, из которого в свою очередь вытекает река Бусловка (приток Селезнёвки). Длина российской части реки Хоунийоки 3,9 км.

## Данные водного реестра
По данным государственного водного реестра России относится к Балтийскому бассейновому округу, водохозяйственный участок реки — Реки и озера бассейна Финского залива от границы РФ с Финляндией до северной границы бассейна р. Нева, речной подбассейн реки — Нева и реки бассейна Ладожского озера (без подбассейна Свирь и Волхов, российская часть бассейнов). Относится к речному бассейну реки Нева (включая бассейны рек Онежского и Ладожского озера).
Код объекта в государственном водном реестре — 01040300512102000008065.